# Saša Lendero
Saša Lendero, född 6 augusti 1973 i Ljubljana, slovensk artist. Hon har tävlat i den slovenska uttagningen till Eurovision Song Contest två gånger;
- 2005 med Metulj, 2:a plats
- 2006 med Mandoline, 2:a plats

Mandoline vann både National Finals Song Contest och OGAE Second Chance Contest 2006.